# Бастери
Ба̀стери, наричат се още Рихоботци и Рихоботски бастери (на английски и на африкаанс: Basters, Rehoboth Basters, Rehobothers) са цветнокожа етническа група живееща предимно в Намибия. Това са потомци на представители от племето нама и първите нидерландски колонисти. Населяват територии в южната част на регион Кхомас и северната част на централен Хардап. До обявянането на независимост на Намибия в годините на апартейд бастерите са живеели в изолирана територия наречена бантустан с името Рихобот.
Името бастери произхожда от нидерландски. Макар че думата носи оскърбително значение, бастерите се гордеят с него и своята история. Самите представители на тази група се смятат по-скоро за бели отколкото за черни, говорят на особен диалект на африканс, използват нидерландски имена и са горди с това, че са по-големи нидерландци отколкото самите нидерландци.
В религиозно отношение бастерите са калвинисти и са силно религиозни. Те често използват израза: „Groei in Geloof“ (Учете се във вярата).
Бастерите произхождат от Капската колония. През 1868 г. те се заселват в южна Намибия (в района на Вармбад), по-късно се изместват на север (на 30 км. от Берсеба). Накрая в периода 1870 – 1871 г. се заселват в района на Рихобот в централна Намибия. Тук те основават Свободна република Рихобот. Неголяма част от бастерите на по-късен етап се преселват доста по-насевер и отсядат в анголския град Лубанго. В Ангола те са известни с името Ouivamo. Голява част от тези преселници са насилствено върнати в Намибия от белите южноафриканци в периода 1928 – 1930 г.
След основаването на германската колония Югозападна Африка, бастерите активно си сътрудничели с немците. Заедно с тях те се сражавали във войните срещу хереро и хотентоти. Благодарение на това те запазват значителна автономия, в областта на Рихобот. Територията, където живеели през 1915 г. била наречена „Vaterland“.
В периода на южноафриканската окупация бастерите съумели да запазят известна автономия, въпреки че отказвали да сътрудничат на администрацията в борбата им срещу СУАПО.

## Други значения
Бастери се наричат и хора в Индонезия, чиито представители са потомци на смесени бракове между местното население и нидерландските колонисти.

## Галерия
- Бастери през 1872 г.
- Бастери през 1915 г.
- Бастери през 1923 г.